# Ібрагім I Богра-хан
Ібрагім I Богра-хан (д/н — 1059/1062) — 3-й каган Східно-Караханідського ханства у 1057—1059/1062 роках.

## Життєпис
Походив з гасанідської гілки династії Караханідів. Син Мухаммада, кагана Східнокараханідського ханства. Внаслідок інтриг його матері було отруєно спадкоємця трону Хусейна Чагри-тегіна (зведеного брата Ібрагіма). За іншими відомостями Ібрагім особисто убив брата через кілька днів після смерті батька. В результаті дружина останнього разом з сином Махмудом (надалі відомим філологом) втекла з ханства.
1057 року спадкував владу. Намагався маневрувати між Газневідами і Сельджукидами. Також зберігалися напружені відносини зі Західнокараханідським ханством.
1059 року після смерті Тогрул-бека втрутився в боротьбу в Сельджукидській державі. Під час неї загинув — за різними відомостями 1059 або 1062 року. За іншою версією загинув проти Інала-манани, правителя карлуків Верхнього Барскану. Йому спадкував стрийко Махмуд Тогрул-Карахан.